# Voralpeni autópálya-csomópont
A Voralpeni autópálya-csomópont (németül Knoten Voralpenkreuz) Ausztria egyik legnagyobb autópálya-csomópontja. A csomópont Welsben található, Sattledttől nem messze. Itt az A1-es autópálya találkozik az A8-assal és az A9-essel.

## Története
A voralpeni csomópont kialakulását Sattledt városa kezdeményezte, a 19. század végén. Ezek mellett a fent jelölt három út – az A1, az A8 és az A9 – vitte a várost a jelenlegi hírnevére. Amikor a „Reichsautobahn”-projektek 1938-ban elkezdődtek, nem volt bizonyos, hogy az új út közvetlenül a jelentéktelen, akkor még csak néhány házból álló Sattledten keresztül vezet majd. Prioritásként érte az ott élőket az, hogy a Birodalom későbbi forgalmas – Salzburg–Bécs – autópályája mellett éltek. A tervezés nagyon gyorsan lezajlott, és már 1938. június 10-én Sattledtnél elkezdődtek a földmunkák. Csakúgy, mint 19. században a vasút fejlesztése, a 20. században az autópályaépítés vált kulcsfontosságúvá. A tömeges motorizáció az 1960-as években ezen a vidéken is megjelent.